# Vambåsa hagmarker
Vambåsa hagmarker – rezerwat przyrody położony w regionie Blekinge, ustanowiony 7 czerwca 1982. Powierzchnia według różnych źródeł mieści się między 80 a 99 ha, z czego ok. 11 ha zajmują wody Bałtyku. Składa się z dwóch części rozdzielonych luźną zabudową miejscowości Vambåsa. Jest częściowo zalesiony, a fragment obejmuje morze, lecz większość obszaru to tereny bezleśne – łąki, murawy i torfowiska. Na części obszaru prowadzony jest wypas. W południowej części znajduje się również cmentarzysko Hjortahammar. Zachowało się na nim ok. 120 grobów, głównie z późnej epoki żelaza i wczesnego średniowiecza (lata 400–1050 n.e.).
Na obszarze rezerwatu znajdują się historyczne dęby związane z wypasem. Na obszarze bezleśnym występują storczyki, takie jak kukułka plamista, i inne rośliny zielne, m.in. arnika górska i wężymord niski. Stwierdzono 2 gatunki chronione na mocy dyrektywy siedliskowej: zalotkę większą i traszkę grzebieniastą. 
Na terenie rezerwatu obowiązują różnego rodzaju zakazy dotyczące jego użytkowania. Poruszanie się pojazdami motorowymi dozwolone jest jedynie po drogach. Obowiązuje zakaz uszkadzania i pozyskiwania roślin oraz płoszenia zwierząt (w tym fotografowania mogącego je spłoszyć czy spuszczania psów ze smyczy). 
Północna część rezerwatu pokrywa się ze specjalnym obszarem ochrony siedlisk SE0410120 Vambåsa norra. Rezerwat sąsiaduje od południa z rezerwatami Almö i Tromtö. Wchodzi w skład ostoi ptaków IBA „Archipelag Blekinge”.